# Ludwig Bolz
Ludwig Bolz (* 19. Juni 1890 in Liedolsheim; † 27. Dezember 1978 in Dettenheim) war ein deutscher Landwirt.
Bolz gehörte 1946 als Vertreter der Landwirte der Vorläufigen Volksvertretung von Württemberg-Baden an.